# Бехарка (Долж)
Бехарка (рум. Beharca) насеље је у Румунији у округу Долж у општини Коцофениј дин Фаца. Oпштина се налази на надморској висини од 114 m.

## Становништво
Према подацима из 2002. године у насељу је живело 356 становника, од којих су сви румунске националности.